# Gedersdorf
Gedersdorf ist eine Gemeinde mit 2132 Einwohnern (Stand 1. Jänner 2025) im Bezirk Krems-Land in Niederösterreich.

## Geografie
Die Gemeinde liegt am südöstlichen Rand des Waldviertels am Übergang in die westlichen Ausläufer des Tullnerfeldes nördlich der Donau in Niederösterreich. Die Fläche der Gemeinde umfasst 18,87 Quadratkilometer. 8,5 Prozent der Fläche sind bewaldet.

### Gemeindegliederung
Das Gemeindegebiet umfasst folgende sieben Ortschaften (in Klammern Einwohnerzahl Stand 1. Jänner 2025):
- Altweidling (84)
- Brunn im Felde (719)
- Donaudorf (37)
- Gedersdorf (439)
- Schlickendorf (140)
- Stratzdorf (152)
- Theiß (561)

Die Gemeinde besteht aus den Katastralgemeinden Altweidling, Brunn im Felde, Donaudorf, Gedersdorf, Schlickendorf, Stratzdorf und Theiß.
Die Gemeinde Gedersdorf in ihrer heutigen Form entstand 1967 durch den freiwilligen Zusammenschluss der Gemeinden Gedersdorf, Brunn im Felde mit Stratzdorf, sowie Theiß mit Altweidling, Schlickendorf und Donaudorf.

### Nachbargemeinden
|                    | Langenlois                                  |                     |
| Rohrendorf         | Kompassrose, die auf Nachbargemeinden zeigt | Grafenegg           |
| Krems an der Donau | Traismauer (St. Pölten)                     | Grafenwörth (Tulln) |

## Geschichte
Besiedelt wurde dieses Gebiet schon in der Jungsteinzeit, der späteren Latènezeit (Funde in Gedersdorf), später von den Kelten, den Quaden sowie den Germanen. Die Römer erreichten auch das nördliche Donauufer, wie ein Grabsteinfund eines römischen Soldaten unter Marc Aurel in Brunn beweist. Im 6. Jahrhundert hielten sich hier Langobarden auf, bis schließlich Karl der Große die Region von den Franken und Baiern besiedeln ließ.
Die Orte der Gemeinde litten des Öfteren unter kriegerischen Ereignissen wie 1442 unter den Hussiten, die mit Raub und Brand die Umgebung von Krems verheerten. 1447 und 1486 zog Matthias Corvinus durch die Orte und belagerte Krems. Von 1645 bis 1646 im Dreißigjährigen Krieg litt die Bevölkerung unter den Schweden. Während 1683 Wien von den Türken belagert wurden, sammelten sich in der Region die deutschen Einsatztruppen, welche auch verpflegt werden sollten (→ Entsatz von Wien 1683). Zur Zeit der Erbfolgekriege überfielen 1741 die Ungarn die Orte. Im Jahre 1805 zogen Russen durch und 1809 während der Napoleonischen Kriege hausten dann die Franzosen mit 30 000 Mann im Gebiet.
Laut Adressbuch von Österreich waren im Jahr 1938 in der Ortsgemeinde Gedersdorf ein Bäcker, ein Fleischer, ein Gastwirt, zwei Gemischtwarenhändler, ein Schuster und ein Tischler ansässig.
Im Jahre 1945 marschierte die Rote Armee in die Gemeinde ein.
Im August 2002 versank die Gemeinde im Hochwasser. Der nahegelegene Kamp durchbrach die Schutzdämme und überflutete das gesamte Gebiet. Die Ortschaften wurden von zwei Flutwellen überrollt. Nur die Ortschaft Gedersdorf war nicht vom Jahrtausendhochwasser betroffen.
Im Juni 2013 entging die Ortschaft Theiß nur sehr knapp einer Katastrophe durch einen brechenden Damm.

### Einwohnerentwicklung
| Gedersdorf: Einwohnerzahlen von 1869 bis 2025       | Gedersdorf: Einwohnerzahlen von 1869 bis 2025 | Gedersdorf: Einwohnerzahlen von 1869 bis 2025 | Gedersdorf: Einwohnerzahlen von 1869 bis 2025 | Gedersdorf: Einwohnerzahlen von 1869 bis 2025 |
| --------------------------------------------------- | --------------------------------------------- | --------------------------------------------- | --------------------------------------------- | --------------------------------------------- |
| Jahr                                                |                                               |                                               |                                               | Einwohner                                     |
| 1869                                                | 1869                                          |                                               | 1.442                                         | 1.442                                         |
| 1880                                                | 1880                                          |                                               | 1.489                                         | 1.489                                         |
| 1890                                                | 1890                                          |                                               | 1.619                                         | 1.619                                         |
| 1900                                                | 1900                                          |                                               | 1.567                                         | 1.567                                         |
| 1910                                                | 1910                                          |                                               | 1.585                                         | 1.585                                         |
| 1923                                                | 1923                                          |                                               | 1.541                                         | 1.541                                         |
| 1934                                                | 1934                                          |                                               | 1.407                                         | 1.407                                         |
| 1939                                                | 1939                                          |                                               | 1.386                                         | 1.386                                         |
| 1951                                                | 1951                                          |                                               | 1.360                                         | 1.360                                         |
| 1961                                                | 1961                                          |                                               | 1.298                                         | 1.298                                         |
| 1971                                                | 1971                                          |                                               | 1.473                                         | 1.473                                         |
| 1981                                                | 1981                                          |                                               | 1.647                                         | 1.647                                         |
| 1991                                                | 1991                                          |                                               | 1.788                                         | 1.788                                         |
| 2001                                                | 2001                                          |                                               | 2.056                                         | 2.056                                         |
| 2011                                                | 2011                                          |                                               | 2.172                                         | 2.172                                         |
| 2021                                                | 2021                                          |                                               | 2.142                                         | 2.142                                         |
| 2025                                                | 2025                                          |                                               | 2.132                                         | 2.132                                         |
| Quelle(n): Statistik Austria, Gebietsstand 1.1.2021 |                                               |                                               |                                               |                                               |

Die starke Zunahme der Bevölkerungszahl beruht auf der Kombination von positiver Geburtenbilanz und starker Zuwanderung.

## Kultur und Sehenswürdigkeiten

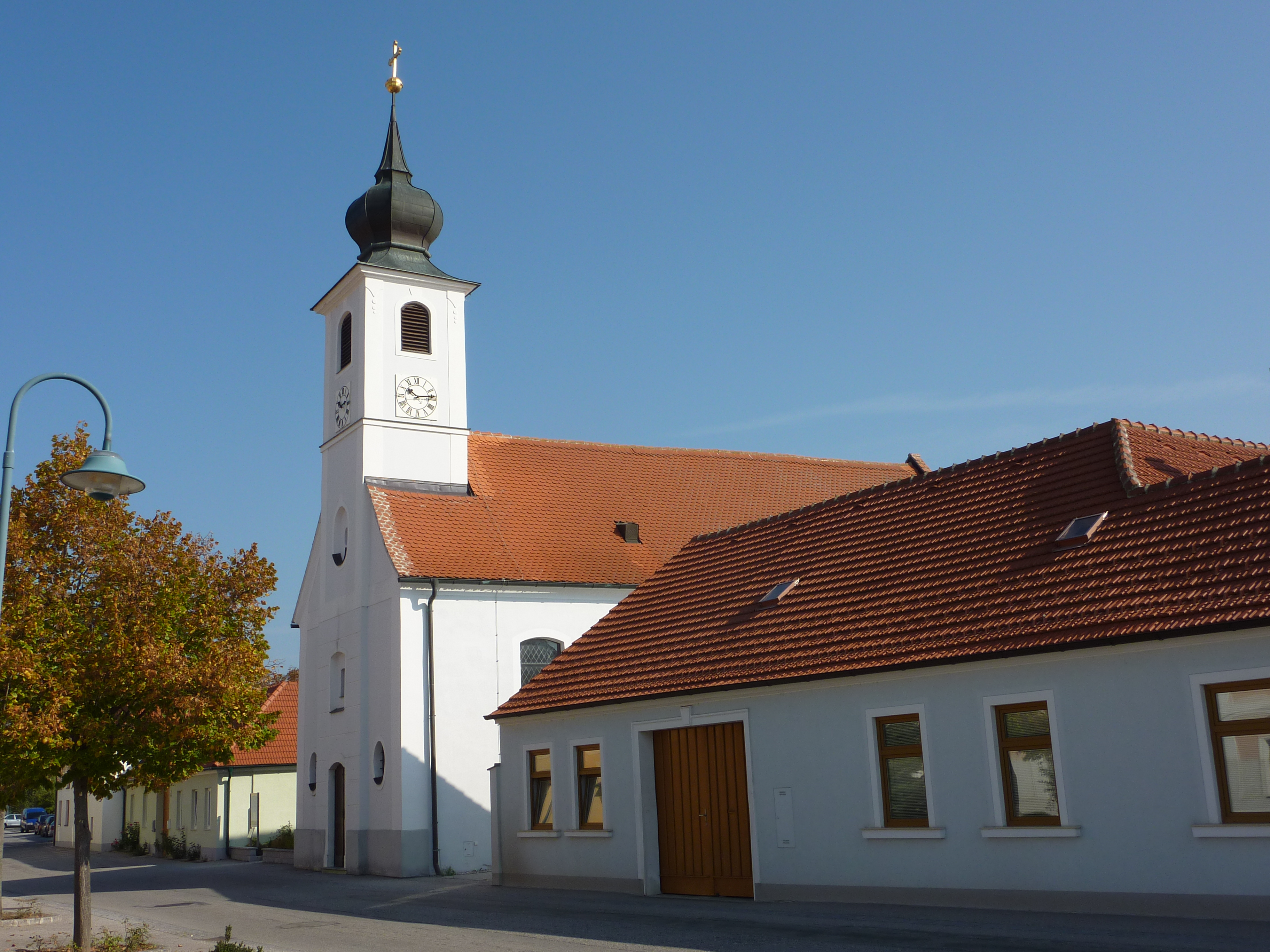
Pfarrkirche Brunn im Felde

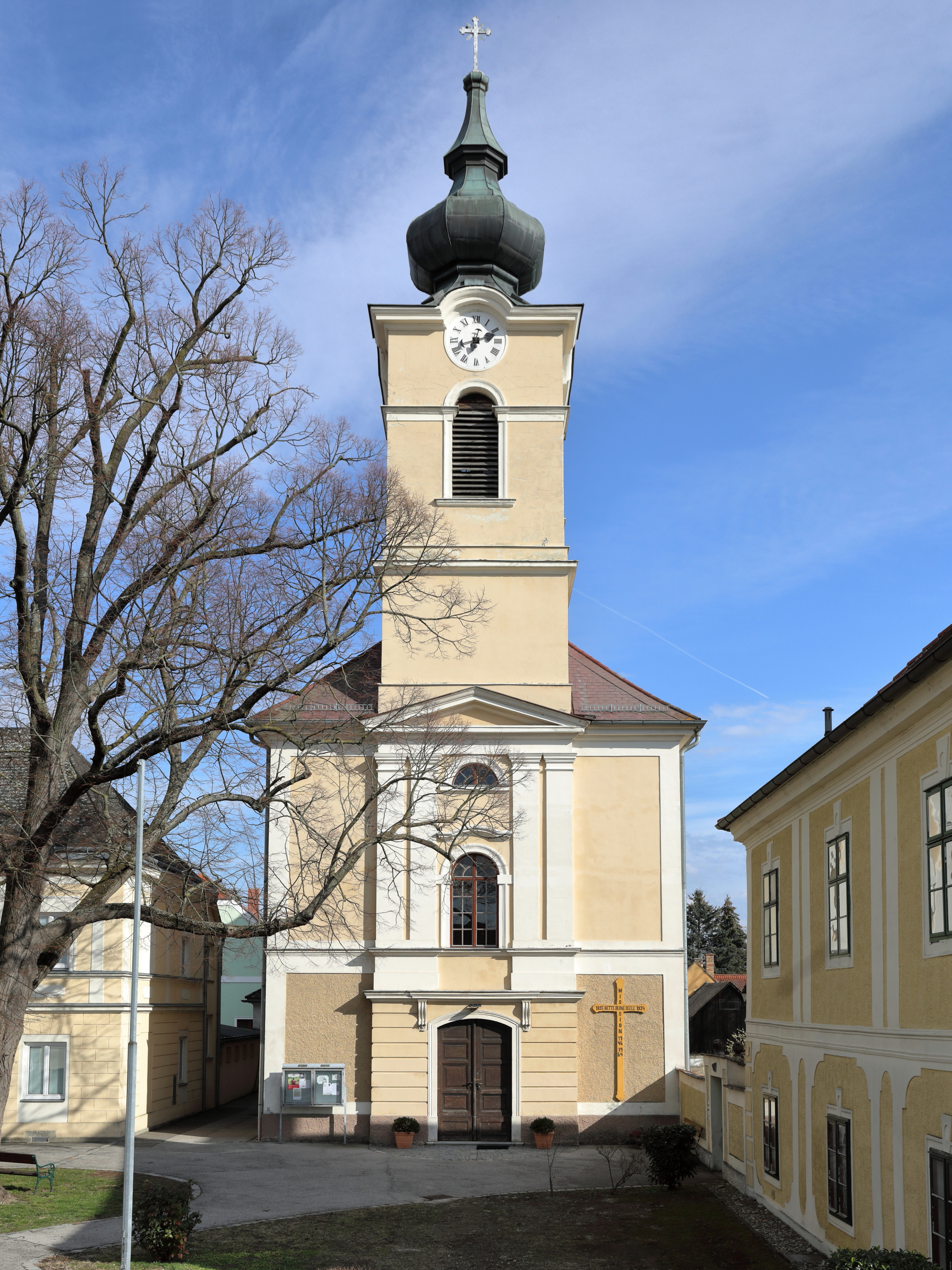
Pfarrkirche Theiß

- Katholische Pfarrkirche Brunn im Felde hl. Jakobus
- Katholische Pfarrkirche Theiß Mariä Empfängnis
- Katholische Filialkirche Gedersdorf Hll. Philippus und Jakobus: Sie zählt zu den ältesten Kirchen am Wagram. Sie wurde um 1300 errichtet und bis 1734 weiter ausgebaut.
- Güterwege laden zu Wanderungen mit Aussicht über den Donauraum ein. Wander- und Radwege entlang der Donau und des Kampes führen durch Aulandschaften sowie an Obstanlagen und Feldern vorbei.
- Weiters ist die Gemeinde an den Jakobsweg Weinviertel angeschlossen.

## Wirtschaft und Infrastruktur

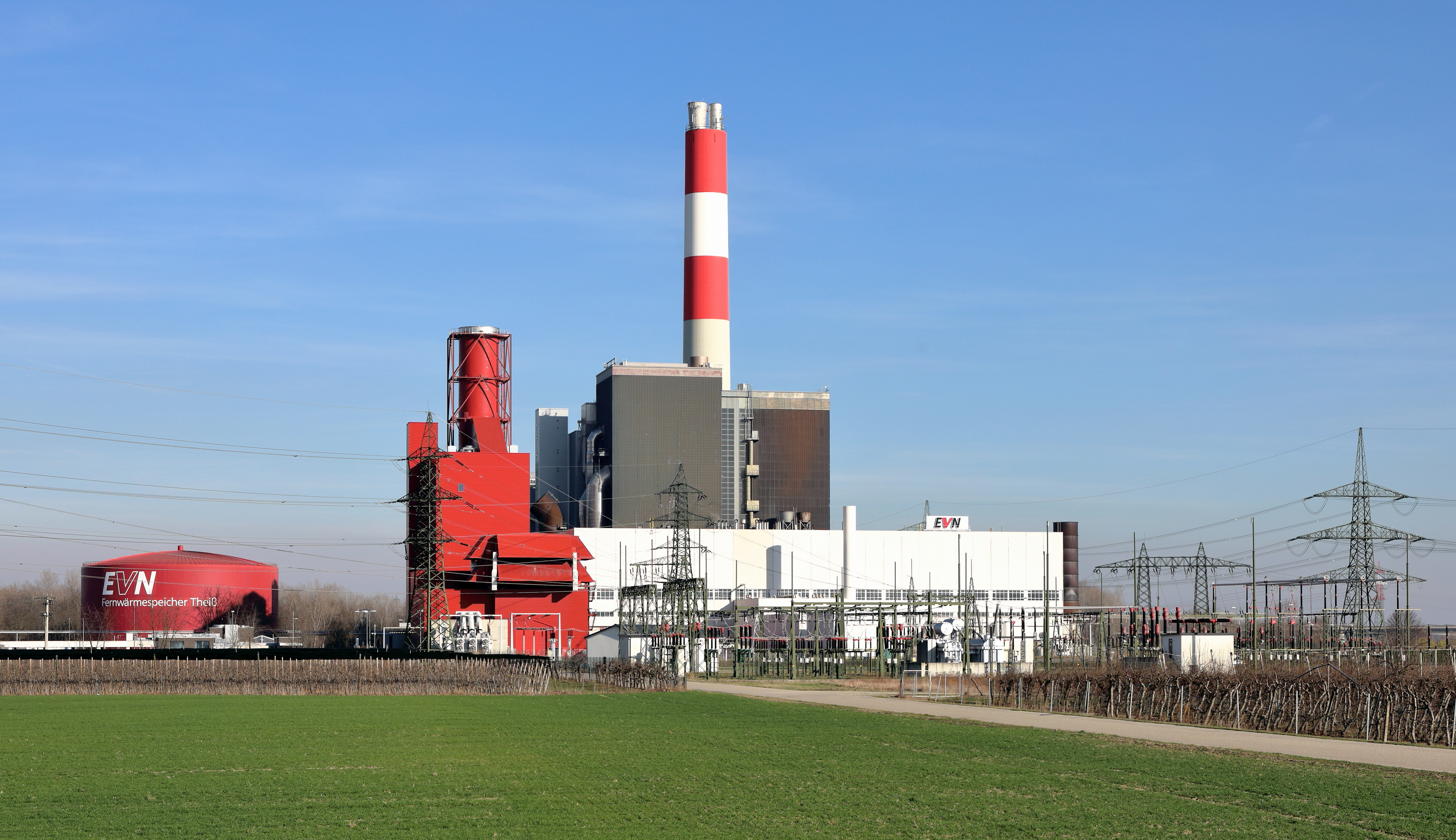
Kraftwerk Theiß

Nichtlandwirtschaftliche Arbeitsstätten gab es im Jahr 2001 45, land- und forstwirtschaftliche Betriebe nach der Erhebung 1999 135. Die Zahl der Erwerbstätigen am Wohnort betrug nach der Volkszählung 2001 977. Die Erwerbsquote lag 2001 bei 49,17 Prozent. Gedersdorf gehört zum Weinbaugebiet Kremstal.
- Kraftwerk Theiß, mit Stand 2012 das leistungsstärkste kalorische Kraftwerk der EVN AG.
- Der Motorradhersteller und Importeur KSR Group befindet sich in Gedersdorf.[4]

### Öffentliche Einrichtungen
In Gedersdorf befindet sich eine Volksschule und ein Kindergarten in Brunn im Felde.

### Verkehr
- Straße: Stockerauer Schnellstraße S5, die Landesstraßen B35, L45, L7073 und L7012.
- Bahn: Station Gedersdorf

## Politik

### Gemeinderat
Der Gemeinderat hat 21 Mitglieder.
- Mit den Gemeinderatswahlen in Niederösterreich 1990 hatte der Gemeinderat folgende Verteilung: 11 ÖVP, 6 SPÖ und 2 FPÖ.
- Mit den Gemeinderatswahlen in Niederösterreich 1995 hatte der Gemeinderat folgende Verteilung: 10 ÖVP, 7 SPÖ und 2 FPÖ.[6]
- Mit den Gemeinderatswahlen in Niederösterreich 2000 hatte der Gemeinderat folgende Verteilung: 11 ÖVP, 7 SPÖ und 1 FPÖ.[7] (19 Mitglieder)
- Mit den Gemeinderatswahlen in Niederösterreich 2005 hatte der Gemeinderat folgende Verteilung: 13 ÖVP, 7 SPÖ und 1 Liste Lebensraum Gemeinde Gedersdorf (LLGG).[8]
- Mit den Gemeinderatswahlen in Niederösterreich 2010 hatte der Gemeinderat folgende Verteilung: 13 ÖVP, 6 SPÖ und 2 Liste Lebensraum Gemeinde Gedersdorf (LLGG).[9]
- Mit den Gemeinderatswahlen in Niederösterreich 2015 hatte der Gemeinderat folgende Verteilung: 13 ÖVP, 5 SPÖ, 2 FPÖ und 1 Liste Lebensraum Gemeinde Gedersdorf (LLGG).[10]
- Mit den Gemeinderatswahlen in Niederösterreich 2020 hatte der Gemeinderat folgende Verteilung: 14 ÖVP, 5 SPÖ und 2 FPÖ.[11]
- Mit den Gemeinderatswahlen in Niederösterreich 2025 hat der Gemeinderat folgende Verteilung: 14 ÖVP, 4 SPÖ und 3 FPÖ.[12]

### Bürgermeister
- 2000–2013 Franz Gartner (ÖVP)[13]
- 2013–2023 Franz Brandl (ÖVP)
- seit 2023 Stefan Löffler (ÖVP)[14]

### Wappen
Blasonierung: „Ein grüner Schild, über geflutetem blauem Schildfuß mit vier silbernen Wellenleisten durch eine silberne Leiste gespalten, rechts übereinander eine goldene Jakobsmuschel und eine goldene heraldische Lilie, links ein goldener Weinstock mit drei Trauben und drei Blättern.“
Die Wellen stehen für die Donau- und Kampwellen. Das Grün symbolisiert die Fruchtbarkeit des Gemeindegebietes. Der Weinstock steht für alle Früchte die hier wachsen. Die Trennlinie kann als Bundesstraße angesehen werden. Die bourbonische Lilie symbolisiert die Pfarre Theiß, die der ohne Erbsünde geborenen Jungfrau Maria geweiht ist. Die Jakobsmuschel weist auf den Patron der Pfarre Brunn hin.
Die feierliche Wappenverleihung erfolgt am 13. September 2003 durch  Landeshauptmann Dr. Erwin Pröll.

## Persönlichkeiten

### Ehrenbürger der Gemeinde
- 2010 Johann Penz: Anlässlich seines 60. Geburtstages und in Würdigung seiner langjährigen und besonderen Verdienste um das Wohl der Gemeinde der Gemeinde Gedersdorf hat der Gemeinderat in seiner Sitzung am 24. Juni 2010 Landtagspräsident Hans Penz zum Ehrenbürger der Gemeinde Gedersdorf ernannt. Die Überreichung der Ehrenbürgerurkunde erfolgte am 27. August 2010.[16]